# Valdemar Skjerning
Valdemar Jakobsen Skjerning (31. oktober 1887 i Palleshave – 19. august 1970 i København) var en dansk skuespiller.
Debuterede 1915.
Sidenhen engageret til bl.a. Aarhus Teater og Det Ny Teater i perioden 1935-1965.
Blandt de film han medvirkede i kan nævnes:
- Kongen bød – 1938
- Jens Langkniv (film) – 1940
- Damen med de lyse handsker – 1942
- Drama på slottet – 1943
- Elly Petersen – 1944
- Det kære København – 1944
- Mens sagføreren sover – 1945
- Den usynlige hær – 1945
- My name is Petersen – 1947
- For frihed og ret – 1949
- Berlingske Tidende (film) – 1949
- Kampen mod uretten – 1949
- Rekrut 67 Petersen – 1952
- Det store løb – 1952
- Vejrhanen – 1952
- Himlen er blå – 1954
- Karen, Maren og Mette – 1954
- Flintesønnerne – 1956
- Helle for Helene – 1959
- Landsbylægen – 1961